# División A (metro de Nueva York)

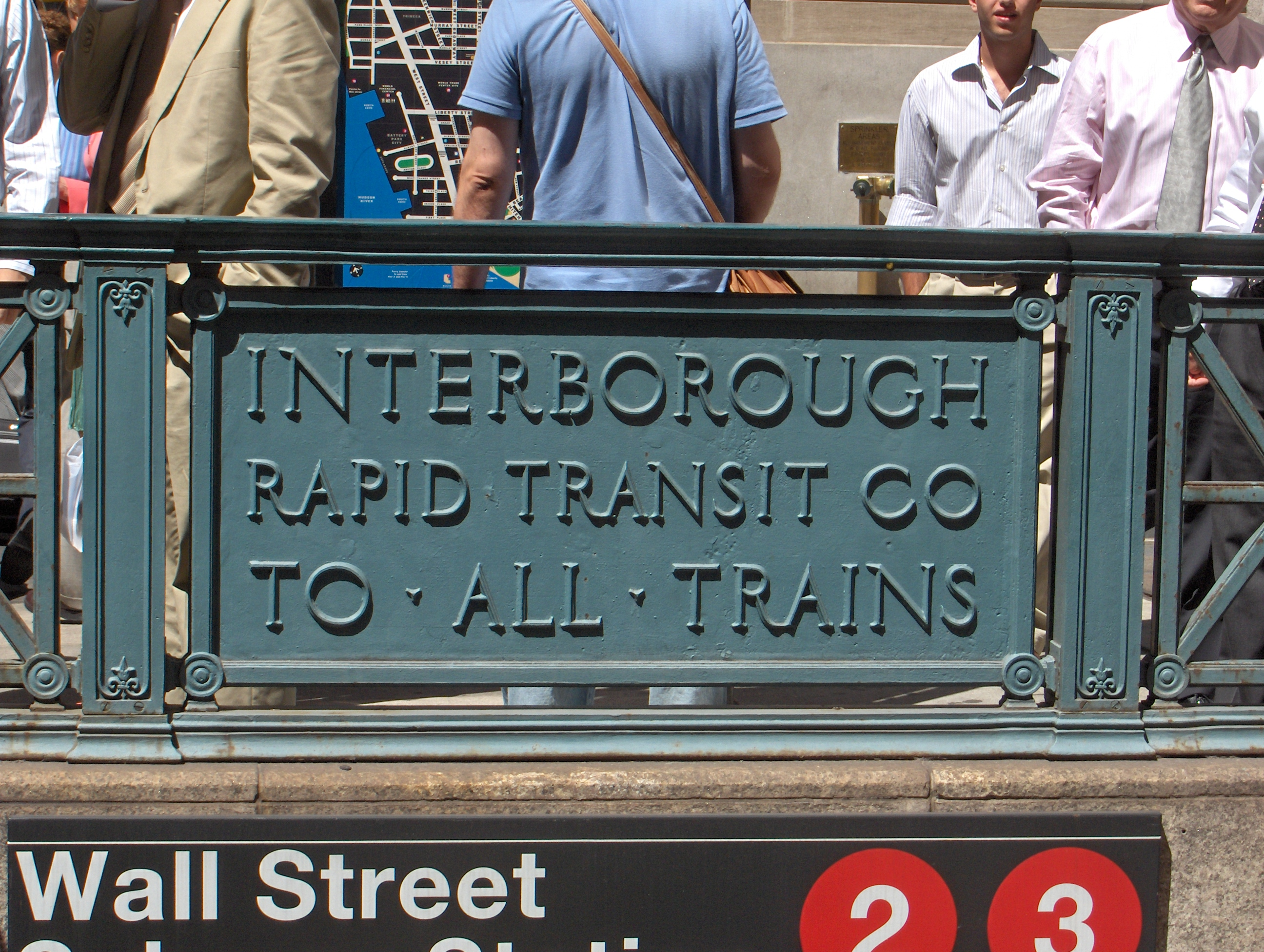
División IRT.

La División A, también conocida como la División IRT, es una división del metro de Nueva York, que comprende las líneas operadas con servicios designados por los números (1, 2, 3, 4, 5, 6, y 7) y los vehículos de la calle 42. Estas líneas y servicios fueron operadas por la Interborough Rapid Transit Company antes que la ciudad tomara el control en 1940. Los coches de la división A son más angostos, pequeños y livianos que los de la División B, midiendo 2.7 m por 15.5 m.

## Lista de líneas
Las siguientes líneas son parte de la División A (sólo se muestran los servicios comúnmente usados):
- Línea de la Segunda Avenida (cerrado en 1942)
- Línea de la Tercera Avenida (cerrado en 1973)
- Línea de la Sexta Avenida (cerrado en 1938)
- Línea de la Novena Avenida (cerrado en 1958)
- IRT 42nd Street Shuttle
- Línea de la Séptima Avenida-Broadway (1 2 3)
- Línea de la Avenida Dyre (5)
- Línea de Eastern Parkway (2 3 4 5)
- Línea Flushing (7)
- Línea de la Avenida Jerome (4)
- Línea de la Avenida Lenox (2 3)
- Línea de la Avenida Lexington (4 5 6)
- Línea New Lots (3)
- Línea de la Avenida Nostrand (2)
- Línea Pelham (6)
- Línea White Plains Road (2 5)

## Servicios
Los números corresponden al servicio del metro de 1948:
|   | Nombre                                              | Extremo norte/tipo |
| - | --------------------------------------------------- | ------------------ |
| 1 | Broadway Express (todo el tiempo)                   | Broadway           |
| 1 | Broadway Local (día)                                | Broadway           |
| 2 | Séptima Avenida Express (todo el tiempo)            | White Plains Road  |
| 3 | Seventh Avenue Local (todo el tiempo)               | Avenida Lenox      |
| 4 | Avenida Lexington Express (todo el tiempo)          | Jerome             |
| 5 | Lexington Avenue Express (siempre pero en la noche) | White Plains Road  |
| 6 | Lexington Avenue Local (todo el tiempo)             | Pelham Bay Park    |
| 7 | Flushing Express (horas pico)                       |                    |
| 7 | Flushing Local (todo el tiempo)                     |                    |
| 8 | Astoria Local (horas pico)                          |                    |
| 9 | Avenida Dyre Local (todo el tiempo)                 | Shuttle            |

Los vehículos de la calle 42 y los vehículos Bowling Green también proveen servicios al metro. Los servicios elevados están en la Línea de la 3.ª Avenida y los vehículos Polo Grounds.